# Baron Bantry
Baron Bantry, of Bantry in the County of Cork, war ein erblicher britischer Adelstitel der dreimal in der Peerage of Ireland verliehen wurde.

## Verleihungen
Der Titel wurde erstmals am 27. Juni 1627 für den irischen Militär Sir Thomas Roper geschaffen, zusammen mit dem übergeordneten Titel Viscount Baltinglass. Beide Titel erloschen im August 1672 beim Tod von dessen jüngerem Sohn, dem 3. Viscount.
In zweiter Verleihung wurde der Titel am 24. März 1797 für irischen Militär Richard White neu geschaffen. White hatte sich insbesondere im Januar 1797 ausgezeichnet, als er (im Vorfeld der Irischen Rebellion von 1798) an der Bantry Bay einen französischen Landungsversuch abwehrte. Am 29. Dezember 1800 wurde er auch zum Viscount Bantry sowie am 22. Januar 1816 auch zum Earl of Bantry und Viscount Beerhaven erhoben. Alle vier Titel erloschen schließlich beim Tod von dessen kinderlosem Enkel, dem 4. Earl, am 30. November 1891.

## Liste der Barons Bantry

### Barons Bantry, erste Verleihung (1541)
- Thomas Eustace, 1. Viscount Baltinglass, 1. Baron Bantry (um 1480–1549)
- Rowland Eustace, 2. Viscount Baltinglass, 2. Baron Bantry (1505–1578)
- James Eustace, 3. Viscount Baltinglass, 3. Baron Bantry († 1585) (Titel verwirkt 1585)

### Barons Bantry, zweite Verleihung (1797)
- Richard White, 1. Earl of Bantry, 1. Baron Bantry (1767–1851)
- Richard White, 2. Earl of Bantry, 2. Baron Bantry (1800–1868)
- William Hedges-White, 3. Earl of Bantry, 3. Baron Bantry (1801–1884)
- William Hedges-White, 4. Earl of Bantry, 4. Baron Bantry (1854–1891)